# Musa Anter
Musa Anter, znany również jako Ape Musa (kurd. Ape Musa; dosłownie "Wujek Musa") (ur. 1920 w Nusaybin, zm. 20 września 1992 w Diyarbakir) – kurdyjski pisarz, dziennikarz oraz aktywista polityczny. Zamordowany 20 września 1992 przez członków JITEM (tur. Jandarma İstihbarat ve Terörle Mücadele), stanowiącej specjalny oddział żandarmerii Tureckich Sił Zbrojnych, której oficjalnym zadaniem było zwalczać terroryzm. 
Był aktywnym działaczem związanym ze środowiskiem socjalistycznym i kurdyjskim. Wiele razy więziony, m.in. w 1938, następnie w 1959, kiedy został zatrzymany z 50 innymi osobami za "kurdyjską działalność". Ów zarzut następnie oddalono. W 1965 r. został członkiem Tureckiej Partii Robotniczej (TIP), a w 1969 został ponownie aresztowany, tym razem w związku z jego działalnością pisarską oraz wydawniczą. Po ogólnej amnestii w 1974 został wypuszczony. Aresztowany następnie kilka razy po zamachu stanu w 1980. Do końca życia prowadzono wobec niego kilka spraw sądowych.  
Musa Anter był członkiem założycielskim Ludowej Partii Pracy (HEP), która miała 17 deputowanych kurdyjskich w parlamencie. Był również przewodniczącym powstałego Instytutu Kurdyjskiego w Stambule.